# Nati il 5 giugno

## XIII secolo(1)
- 1251 - Hōjō Tokimune, militare giapponese († 1284)

## XIV secolo(3)
- 1341 - Edmondo Plantageneto, I duca di York, duca († 1402)
- 1368 - Carlo I Malatesta, condottiero italiano († 1429)
- 1396 - Giannozzo Manetti, scrittore, filologo e umanista italiano († 1459)

## XV secolo(5)
- 1412 - Ludovico III Gonzaga, nobile, condottiero e collezionista d'arte italiano († 1478)
- 1420 - Anna di Sassonia, principessa tedesca († 1462)
- 1436 - Luigi di Savoia, conte di Ginevra, nobile italiano († 1482)
- 1455 - Giovanni di Danimarca, re danese († 1513)
- 1493 - Justus Jonas, teologo e poeta tedesco († 1555)

## XVI secolo(10)
- 1507 - Ferdinando d'Aviz, principe portoghese († 1534)
- 1510 - Luigi II d'Orléans-Longueville, nobile francese († 1537)
- 1523 - Margherita di Valois, principessa francese († 1574)
- 1553 - Bernardino Baldi, matematico e poeta italiano († 1617)
- 1554 - Benedetto Giustiniani, cardinale italiano († 1621)
- 1558 - Chen Jiru, pittore, scrittore e calligrafo cinese († 1639)
- 1578 - Claudio di Guisa, nobile († 1657)
- 1581 - Roberto Ubaldini, cardinale e vescovo cattolico italiano († 1635)
- 1587 - Robert Rich, II conte di Warwick, militare e ammiraglio inglese († 1658)
- 1596 - Peter Wtewael, pittore olandese († 1660)

## XVII secolo(18)
- 1617 - Lorenzo Mayers Caramuel, vescovo cattolico spagnolo († 1683)
- 1617 - Pellegro Piola, pittore italiano († 1640)
- 1622 - Giovanni Fiore da Cropani, scrittore e religioso italiano († 1683)
- 1635 - Jean-Baptiste Forest, pittore e mercante d'arte francese († 1712)
- 1640 - Pu Songling, scrittore cinese († 1715)
- 1642 - Giambattista Rubini, cardinale e vescovo cattolico italiano († 1707)
- 1646 - Elena Lucrezia Corner, filosofa italiana († 1684)
- 1656 - Joseph Pitton de Tournefort, botanico francese († 1708)
- 1659 - Volfango Giorgio Federico del Palatinato-Neuburg, principe († 1683)
- 1660 - Sarah Churchill, duchessa di Marlborough, nobile inglese († 1744)
- 1667 - Giorgio Spinola, cardinale e arcivescovo cattolico italiano († 1739)
- 1670 - Fulvio Gherli, medico e alchimista italiano († 1735)
- 1676 - Marco Ricci, pittore italiano († 1730)
- 1686 - Edward Howard, IX duca di Norfolk, nobile inglese († 1777)
- 1686 - Ignazio da Santhià, presbitero italiano († 1770)
- 1692 - Niccolaio Luti, fantino italiano
- 1696 - Pál Forgách, vescovo cattolico ungherese († 1759)
- 1696 - Peregrine Hopson, generale e politico britannico († 1759)

## XVIII secolo(30)
- 1702 - Willem van Keppel, II conte di Albemarle, militare britannico († 1754)
- 1708 - Antonio Vallisneri, scienziato, naturalista e biologo italiano († 1777)
- 1717 - Emanuel Mendez da Costa, botanico, naturalista e filosofo inglese († 1791)
- 1718 - Thomas Chippendale, ebanista e designer inglese († 1779)
- 1719 - Domenico Orsini d'Aragona, cardinale e principe italiano († 1789)
- 1723 - Adam Smith, filosofo e economista scozzese († 1790)
- 1744 - Giovanni Ferrari, scultore italiano († 1826)
- 1746 - Carlo Emanuele d'Assia-Rheinfels-Rotenburg, nobile († 1812)
- 1746 - Girolamo Luigi Crivelli, vescovo cattolico italiano († 1780)
- 1749 - Jenny von Voigts, scrittrice tedesca († 1814)
- 1750 - John Twiggs, generale statunitense († 1816)
- 1753 - Johann Friedrich August Göttling, chimico tedesco († 1809)
- 1757 - Pierre Jean Georges Cabanis, medico, fisiologo e filosofo francese († 1808)
- 1757 - Sven Ingemar Ljungh, naturalista svedese († 1828)
- 1760 - Johan Gadolin, chimico, mineralogista e geologo finlandese († 1852)
- 1762 - Bushrod Washington, giurista statunitense († 1829)
- 1764 - Georg Friedrich Hildebrandt, chimico, anatomista e farmacista tedesco († 1816)
- 1769 - Edward Daniel Clarke, mineralogista e naturalista inglese († 1822)
- 1769 - Marianne Kirchgeßner, pianista tedesca († 1808)
- 1771 - Ernesto Augusto I di Hannover, re († 1851)
- 1777 - Catherine-Joséphine Duchesnois, attrice teatrale francese († 1835)
- 1779 - Gheorghe Lazăr, pedagogista romeno († 1821)
- 1781 - Christian Lobeck, filologo classico tedesco († 1860)
- 1786 - Felice Regano, arcivescovo cattolico italiano († 1861)
- 1786 - Antonino Maria Stromillo, vescovo cattolico italiano († 1858)
- 1787 - Philipp Maximilian Opiz, botanico ceco († 1858)
- 1789 - Franz von Hartig, politico e giornalista austriaco († 1865)
- 1795 - Jean Baptiste Félix Descuret, medico e scrittore francese († 1871)
- 1798 - Aleksej Fëdorovič L'vov, violinista e compositore russo († 1870)
- 1799 - Charles Ellis, VI barone Howard de Walden, nobile, diplomatico e politico inglese († 1868)

## XIX secolo(151)
- 1801 - Ferdinand de Villeneuve, drammaturgo e librettista francese († 1858)
- 1804 - Robert Hermann Schomburgk, esploratore e naturalista tedesco († 1865)
- 1805 - Betty von Rothschild, filantropa austriaca († 1886)
- 1809 - Giorgio Asproni, politico italiano († 1876)
- 1811 - Luisa Amelia di Baden, nobile e principessa svedese († 1854)
- 1813 - Édouard Baldus, fotografo francese († 1889)
- 1814 - Pierre-Laurent Wantzel, matematico francese († 1848)
- 1816 - Giovanni Battista Doria di Dolceacqua, politico italiano († 1886)
- 1818 - Vittore Benedetto Antonio Trevisan, botanico e naturalista italiano († 1897)
- 1819 - John Couch Adams, matematico britannico († 1892)
- 1819 - Vincenzo Marinelli, pittore italiano († 1892)
- 1820 - Enrichetta Di Lorenzo, rivoluzionaria e patriota italiana († 1871)
- 1821 - Narciso Bronzetti, patriota italiano († 1859)
- 1823 - John Strachey, politico britannico († 1907)
- 1828 - Luigi Celleri, mineralogista italiano († 1900)
- 1828 - Friedrich Gaedcke, chimico tedesco († 1890)
- 1830 - Carmine Crocco, brigante italiano († 1905)
- 1833 - Maria Cristina di Borbone-Spagna, nobildonna spagnola († 1902)
- 1834 - Henri Théophile Bocquillon, botanico francese († 1884)
- 1837 - Franz von Winckel, ginecologo tedesco († 1911)
- 1838 - Michele Del Monte, oculista italiano († 1885)
- 1838 - Otto Torell, biologo, zoologo e geologo svedese († 1900)
- 1843 - Samuel Garman, naturalista e zoologo statunitense († 1927)
- 1845 - Hermann von Barth, alpinista, avvocato e geologo tedesco († 1876)
- 1848 - Pietro Ferrea, medaglista e imprenditore italiano († 1915)
- 1850 - Pat Garrett, statunitense († 1908)
- 1850 - Emilio Sineo, avvocato e politico italiano († 1898)
- 1852 - Giovanni Montauti, politico italiano († 1926)
- 1853 - Lucina Hagman, politica, scrittrice e docente finlandese († 1946)
- 1853 - Francesco Innamorati, avvocato e politico italiano († 1923)
- 1853 - John Francis Regis Canevin, arcivescovo cattolico statunitense († 1927)
- 1854 - James Carroll, medico, ufficiale e batteriologo britannico († 1907)
- 1855 - Obizzo Malaspina di Carbonara, diplomatico e politico italiano († 1933)
- 1855 - Hanuš Wihan, violoncellista ceco († 1920)
- 1856 - Jozsef Wolfner, editore, mecenate e collezionista d'arte ungherese († 1932)
- 1857 - Árpád Doppler, compositore ungherese († 1927)
- 1857 - Réjane, attrice francese († 1920)
- 1858 - Luigi Agliardi, generale italiano († 1931)
- 1858 - Giuseppe Morabito, arcivescovo cattolico italiano († 1923)
- 1859 - Constantin I. Nottara, attore teatrale, direttore teatrale e docente rumeno († 1935)
- 1861 - Friedrich Katzer, geologo e mineralogista austriaco († 1925)
- 1862 - Allvar Gullstrand, oculista svedese († 1930)
- 1862 - Ernst Seidler von Feuchtenegg, politico e giurista austriaco († 1931)
- 1863 - Camillo Peano, politico italiano († 1930)
- 1863 - Arthur Somervell, compositore inglese († 1937)
- 1865 - Charles Ogle, attore statunitense († 1940)
- 1865 - Joseph Ruau, politico francese († 1923)
- 1866 - Carlos Maia Pinto, politico e militare portoghese († 1932)
- 1867 - Eugène Pittard, antropologo svizzero († 1962)
- 1867 - Paul-Jean Toulet, poeta francese († 1920)
- 1867 - Francesco de Guarnieri, violinista e compositore italiano († 1927)
- 1868 - James Connolly, sindacalista, rivoluzionario e patriota irlandese († 1916)
- 1868 - Umberto Cosmo, critico letterario italiano († 1944)
- 1868 - Jan Thorn Prikker, pittore olandese († 1932)
- 1869 - Lewin Fitzhamon, regista, attore e sceneggiatore britannico († 1961)
- 1870 - Georges Le Roy, schermidore francese († 1952)
- 1870 - Rodolfo Loffredo, magistrato e politico italiano († 1956)
- 1870 - Bernard de Pourtalès, velista svizzero († 1935)
- 1871 - Michele Angiolillo, anarchico italiano († 1897)
- 1871 - Walter Kaufmann, fisico tedesco († 1947)
- 1872 - Cesare Galeotti, compositore, direttore d'orchestra e pianista italiano († 1929)
- 1872 - Şehzade Mehmed Şevket, principe ottomano († 1899)
- 1873 - Louis Borgex, pittore e incisore francese († 1959)
- 1873 - Alberto Pepere, fisiologo, patologo e oncologo italiano († 1940)
- 1873 - Luigi Versiglia, vescovo cattolico italiano († 1930)
- 1874 - Isaia Billé, contrabbassista, compositore e pubblicista italiano († 1961)
- 1874 - Jack Chesbro, giocatore di baseball statunitense († 1931)
- 1874 - Yambo, scrittore, illustratore e regista italiano († 1943)
- 1875 - Jack Broderick, giocatore di lacrosse canadese († 1957)
- 1875 - Anna Gould, filantropa statunitense († 1961)
- 1875 - Stanislav Kostka Neumann, poeta, giornalista e politico ceco († 1947)
- 1876 - Phil Boyd, canottiere canadese († 1967)
- 1877 - Luigi Loperfido, sindacalista, artista e predicatore italiano († 1959)
- 1877 - André Vacherot, tennista francese († 1924)
- 1878 - Pierre Bovet, psichiatra e pedagogo svizzero († 1965)
- 1878 - Franklyn Farnum, attore statunitense († 1961)
- 1878 - Konstantinos Paspatis, tennista greco († 1903)
- 1878 - Pancho Villa, rivoluzionario, generale e politico messicano († 1923)
- 1879 - Henry Haslam, calciatore britannico († 1942)
- 1879 - Guido Manacorda, germanista e traduttore italiano († 1965)
- 1879 - Robert Mayer, filantropo e banchiere tedesco († 1985)
- 1879 - René Pottier, ciclista su strada e pistard francese († 1907)
- 1879 - Marcel Tournier, arpista, compositore e insegnante francese († 1951)
- 1879 - Adolf Wiklund, compositore e direttore d'orchestra svedese († 1950)
- 1880 - Michail Liber, politico russo († 1937)
- 1881 - Mariano Bartolucci, compositore e direttore di banda italiano († 1976)
- 1881 - Axel Wenner-Gren, imprenditore svedese († 1961)
- 1882 - Erich Franz Eugen Bracht, ginecologo e patologo tedesco († 1969)
- 1882 - Tony Jackson, pianista, cantante e compositore statunitense († 1920)
- 1882 - August Nagel, progettista e imprenditore tedesco († 1943)
- 1882 - Battling Nelson, pugile danese († 1954)
- 1883 - Robert Gufflet, velista francese († 1933)
- 1883 - John Maynard Keynes, economista britannico († 1946)
- 1883 - Paul Swan, attore, ballerino e pittore statunitense († 1972)
- 1884 - Ralph Benatzky, compositore austriaco († 1957)
- 1884 - Ivy Compton-Burnett, scrittrice britannica († 1969)
- 1884 - John Paul Edwards, fotografo statunitense († 1968)
- 1884 - Bernhard Goetzke, attore tedesco († 1964)
- 1884 - Frederick Lorz, maratoneta statunitense († 1914)
- 1885 - Warder Clyde Allee, zoologo e ecologo statunitense († 1955)
- 1885 - Chōsin Chibana, artista marziale giapponese († 1969)
- 1885 - Cyril Holland, britannico († 1915)
- 1885 - Georges Mandel, giornalista e politico francese († 1944)
- 1885 - Edward Tritschler, ginnasta e multiplista statunitense († 1963)
- 1886 - Kurt Hahn, pedagogista tedesco († 1974)
- 1886 - Harry Heusser, pittore e grafico austriaco († 1943)
- 1886 - Frank Keaney, allenatore di pallacanestro statunitense († 1967)
- 1886 - Toivo Mikael Kivimäki, politico finlandese († 1968)
- 1886 - Kenkichi Tomimoto, ceramista giapponese († 1963)
- 1886 - Armand Curly Wright, drammaturgo, sceneggiatore e attore italiano († 1965)
- 1887 - Ruth Benedict, antropologa statunitense († 1948)
- 1887 - Gustavo Reisoli, storico, scrittore e giornalista italiano († 1955)
- 1888 - Max Picard, scrittore svizzero († 1965)
- 1889 - Tina Lerner, pianista russa († 1947)
- 1889 - Pietro Morando, pittore italiano († 1980)
- 1889 - Helene Thimig, attrice austriaca († 1974)
- 1890 - Corinne Barker, attrice statunitense († 1928)
- 1890 - Giuseppe Dardanelli, politico e avvocato italiano († 1972)
- 1890 - José Piendibene, allenatore di calcio e calciatore uruguaiano († 1969)
- 1890 - Plinio Romaneschi, paracadutista svizzero († 1950)
- 1891 - Albert Dossenbach, militare e aviatore tedesco († 1917)
- 1891 - Franco Marinotti, imprenditore e dirigente d'azienda italiano († 1966)
- 1891 - Hélène Sparrow, medica e microbiologa polacca († 1970)
- 1892 - Alfredo Cotani, politico, partigiano e sindacalista italiano († 1952)
- 1892 - Jaan Kikkas, sollevatore estone († 1944)
- 1893 - Karl Fabiunke, generale tedesco († 1980)
- 1893 - Luigi Goytre, militare italiano († 1943)
- 1893 - Heinric Heim, calciatore svizzero
- 1894 - James Glenn Beall, politico statunitense († 1971)
- 1894 - Józef Lipski, diplomatico polacco († 1958)
- 1894 - Giuseppe Tucci, orientalista, esploratore e storico delle religioni italiano († 1984)
- 1895 - William Boyd, attore statunitense († 1972)
- 1895 - Karl Kennepohl, numismatico tedesco († 1958)
- 1895 - Heinrich Kreipe, militare tedesco († 1976)
- 1895 - Wilfrid Le Gros Clark, chirurgo e paleontologo inglese († 1971)
- 1895 - Bice Ligabue, politica e partigiana italiana († 1981)
- 1895 - Cecil McMaster, marciatore sudafricano († 1981)
- 1895 - Paul Nemenyi, fisico e ingegnere ungherese († 1952)
- 1895 - Ali bin Abdullah al-Thani, sovrano qatariota († 1974)
- 1895 - Mladen Žujović, avvocato serbo († 1969)
- 1896 - Edgardo Moltoni, ornitologo italiano († 1980)
- 1897 - Charles Hartshorne, filosofo statunitense († 2000)
- 1897 - Nikolaj Kutuzov, attore sovietico († 1981)
- 1897 - Ramón Peón, regista e attore cubano († 1971)
- 1897 - Francesco Salamone, architetto e ingegnere italiano († 1959)
- 1898 - Salvatore Ferragamo, stilista e imprenditore italiano († 1960)
- 1898 - Federico García Lorca, poeta, drammaturgo e regista teatrale spagnolo († 1936)
- 1898 - Robert Tocquet, parapsicologo, docente e scrittore francese († 1993)
- 1900 - Garrett Fort, scrittore, sceneggiatore e drammaturgo statunitense († 1945)
- 1900 - Dennis Gabor, ingegnere, fisico e inventore ungherese († 1979)
- 1900 - Harry Wyld, pistard britannico († 1976)

## XX secolo(921)
- 1901 - Carlo Biotti, magistrato e dirigente sportivo italiano († 1977)
- 1901 - Carl Joachim Friedrich, politologo tedesco († 1984)
- 1901 - Amedeo Grillo, pugile italiano († 1979)
- 1901 - Arnaldo Morandi, calciatore italiano
- 1902 - Salvatore Cara, politico italiano († 1988)
- 1902 - Georg Kieninger, scacchista tedesco († 1975)
- 1902 - Alfredo Muzi, partigiano e carabiniere italiano († 1989)
- 1902 - Walter Plunkett, costumista statunitense († 1982)
- 1902 - Lavinio Virgili, musicologo, compositore e direttore di coro italiano († 1976)
- 1902 - Ulrich Wieland, alpinista e ingegnere tedesco († 1934)
- 1903 - Adolf Kainz, canoista austriaco († 1948)
- 1903 - Ugo Mazzucchelli, anarchico italiano († 1997)
- 1903 - Carlos Montalbán, attore messicano († 1991)
- 1904 - Mario Ciliberto, ufficiale italiano († 1940)
- 1904 - Hans Furler, avvocato e politico tedesco († 1975)
- 1904 - Ugo Rodinò, politico italiano († 1949)
- 1905 - John Abbott, attore britannico († 1996)
- 1905 - Gina Fasoli, storica italiana († 1992)
- 1905 - György Deák-Bárdos, compositore, organista e insegnante ungherese († 1991)
- 1905 - Edmon Ryan, attore statunitense († 1984)
- 1906 - Rodolfo Batagelj, militare e marinaio italiano († 1941)
- 1906 - Enrico Franco, militare italiano († 1941)
- 1906 - Cees Leenheer, pallanuotista olandese († 1979)
- 1906 - Eraldo Monzeglio, calciatore e allenatore di calcio italiano († 1981)
- 1907 - Víctor Avendaño, pugile argentino († 1984)
- 1907 - Rudolf Peierls, fisico britannico († 1995)
- 1908 - Renato Avanzinelli, scultore italiano († 1970)
- 1908 - Leslie Cliff, pattinatore artistico su ghiaccio britannico († 1969)
- 1908 - Sammy Fajarowicz, scacchista tedesco († 1940)
- 1908 - John Russell Fearn, autore di fantascienza britannico († 1960)
- 1908 - Launcelot John Goody, arcivescovo cattolico britannico († 1992)
- 1908 - Branislav Hrnjiček, calciatore jugoslavo († 1964)
- 1908 - Edgar Lederer, biochimico austriaco († 1988)
- 1908 - Miangul Jahan Zeb, principe pakistano († 1987)
- 1908 - Craig Rice, scrittrice e sceneggiatrice statunitense († 1957)
- 1908 - Franco Rol, pilota di Formula 1 italiano († 1977)
- 1908 - Jean Salomon Simon, militare francese († 1945)
- 1908 - Pedro Suárez, calciatore argentino († 1979)
- 1908 - Ernesto Zardini, combinatista nordico e saltatore con gli sci italiano († 1939)
- 1908 - Mikayıl Müşfiq, poeta, traduttore e pedagogo azero († 1938)
- 1909 - Edgard Beiner, calciatore svizzero († 1992)
- 1909 - Marion Crawford, educatrice britannica († 1988)
- 1909 - Augusto De Cobelli, partigiano italiano († 1945)
- 1909 - Henry Levin, regista statunitense († 1980)
- 1910 - Burton Jastram, canottiere statunitense († 1995)
- 1910 - Mario Rigatti, aviatore e militare italiano († 1970)
- 1910 - César Socarraz, calciatore peruviano († 1984)
- 1910 - László Székely, allenatore di calcio e calciatore ungherese († 1969)
- 1910 - Herb Vigran, attore statunitense († 1986)
- 1911 - Gino Baggiani, calciatore e allenatore di calcio italiano († 1973)
- 1911 - Floro Laroma Iezzi, calciatore italiano († 1989)
- 1911 - Arrigo Morselli, allenatore di calcio e calciatore italiano († 1977)
- 1911 - Armando Oréfiche, compositore e pianista cubano († 2000)
- 1911 - Luis Reyes Peñaranda, calciatore boliviano († 1945)
- 1911 - Luigi Strobbe, calciatore italiano († 1983)
- 1911 - Jiří Taufer, poeta cecoslovacco († 1986)
- 1911 - John C. Woods, militare statunitense († 1950)
- 1912 - Dean Amadon, ornitologo e naturalista statunitense († 2003)
- 1912 - Gregg Barton, attore statunitense († 2000)
- 1912 - Josef Neckermann, cavaliere tedesco († 1992)
- 1912 - Roland Schmitt, calciatore francese († 1954)
- 1912 - Alexandru Todea, arcivescovo cattolico e cardinale rumeno († 2002)
- 1913 - Antonio Cianciullo, militare italiano († 1943)
- 1913 - George Cummings, calciatore scozzese († 1987)
- 1913 - Peter Doherty, allenatore di calcio e calciatore nordirlandese († 1990)
- 1913 - Conrad Marca-Relli, artista statunitense († 2000)
- 1913 - Joseph Trương Cao Đại, vescovo cattolico vietnamita († 1969)
- 1913 - Antonio Vellere, aviatore e militare italiano († 1942)
- 1914 - Rose Hill, attrice e soprano britannica († 2003)
- 1914 - Estelle Reiner, attrice e cantante statunitense († 2008)
- 1915 - Vojin Bakić, scultore jugoslavo († 1992)
- 1915 - Miroslav Filipović-Majstorović, religioso e militare croato († 1946)
- 1915 - Alfred Kazin, critico letterario e saggista statunitense († 1998)
- 1915 - Paolo Poduje, militare e partigiano italiano († 1999)
- 1915 - Lancelot Lionel Ware, avvocato e biochimico inglese († 2000)
- 1917 - Maurice Duverger, giurista, politologo e politico francese († 2014)
- 1917 - Alberto Giomo, politico italiano († 1977)
- 1917 - Norival, calciatore brasiliano († 1988)
- 1917 - José Baptista Pinheiro de Azevedo, ammiraglio e politico portoghese († 1983)
- 1917 - Sebastiano Sciuti, fisico italiano († 2016)
- 1918 - Theodore Wilbur Anderson, statistico statunitense († 2016)
- 1918 - Umberto Camozzo, calciatore italiano
- 1918 - Mario Fiorentino, architetto e urbanista italiano († 1982)
- 1919 - James C. Fletcher, fisico statunitense († 1991)
- 1919 - Max Huber, grafico, designer e docente svizzero († 1992)
- 1919 - Veikko Huhtanen, ginnasta finlandese († 1976)
- 1919 - Richard Scarry, scrittore e illustratore statunitense († 1994)
- 1920 - Albert Decin, ciclista su strada belga († 1994)
- 1920 - Jack Manning, fumettista e animatore statunitense († 1986)
- 1920 - Marion Motley, giocatore di football americano statunitense († 1999)
- 1920 - Cornelius Ryan, giornalista, scrittore e storico irlandese († 1974)
- 1920 - Nazareno Taddei, presbitero, linguista e regista italiano († 2006)
- 1921 - Zuzu Angel, stilista brasiliana († 1976)
- 1921 - Arturo Biagi, calciatore e allenatore di calcio italiano
- 1921 - Gérard de Sède, scrittore francese († 2004)
- 1922 - John Gatenby Bolton, astronomo britannico († 1993)
- 1922 - Juan Calichio, calciatore argentino
- 1922 - Ruggero Giovannini, fumettista, illustratore e pittore italiano († 1983)
- 1922 - Evaristo Malavasi, calciatore e allenatore di calcio italiano († 2002)
- 1922 - Robert Ouédraogo, presbitero e musicista burkinabé († 2002)
- 1922 - Clemente Riva, vescovo cattolico italiano († 1999)
- 1922 - Emo Roffi, allenatore di calcio e calciatore italiano († 2005)
- 1922 - Claudio Ruffini, attore e stuntman italiano († 1981)
- 1922 - Sheila Sim, attrice britannica († 2016)
- 1923 - Jorge Daponte, pilota automobilistico argentino († 1963)
- 1923 - Vladimir Firm, calciatore jugoslavo († 1996)
- 1923 - Edith Fischhof Gilboa, giornalista e scrittrice austriaca
- 1923 - Yona Friedman, architetto, designer e urbanista ungherese († 2020)
- 1923 - Bertil Haase, pentatleta svedese († 2014)
- 1923 - Jesús-Rafael Soto, pittore venezuelano († 2005)
- 1924 - Carlo Bacarelli, giornalista e telecronista sportivo italiano († 2010)
- 1924 - Corrado Blasetti, fumettista italiano († 2011)
- 1924 - Geoffrey Chew, fisico statunitense († 2019)
- 1924 - Art Donovan, giocatore di football americano statunitense († 2013)
- 1924 - Alberto Tenenti, storico italiano († 2002)
- 1925 - Warren Frost, attore statunitense († 2017)
- 1925 - Antonio Giorgetti, calciatore italiano
- 1925 - Boy Gobert, attore tedesco († 1986)
- 1925 - Bill Hayes, attore e cantante statunitense († 2024)
- 1925 - Connie Mulder, politico sudafricano († 1988)
- 1926 - Armando Bandini, attore e doppiatore italiano († 2011)
- 1926 - Camillo Cibin, militare e poliziotto italiano († 2009)
- 1926 - Luigi Corradi, ingegnere italiano
- 1926 - Gurgen Dalibaltayan, generale armeno († 2015)
- 1926 - Daverio Clementino Giovannetti, politico e sindacalista italiano († 2014)
- 1926 - Giovanni di Thurn und Taxis, tedesco († 1990)
- 1926 - Peter George Peterson, imprenditore, politico e banchiere statunitense († 2018)
- 1927 - Dan Ekner, calciatore svedese († 1975)
- 1927 - Fernando Guillamón, calciatore e allenatore di calcio spagnolo († 1987)
- 1927 - Bob Lochmueller, cestista e allenatore di pallacanestro statunitense († 2020)
- 1927 - Emilio Tadini, pittore, scrittore e poeta italiano († 2002)
- 1927 - Otto Wolf, ceco († 1945)
- 1928 - André Corboz, docente svizzero († 2012)
- 1928 - Judy-Joy Davies, nuotatrice australiana († 2016)
- 1928 - Ken Hahn, pallanuotista statunitense († 2006)
- 1928 - Srđan Kalember, cestista e allenatore di pallacanestro jugoslavo († 2016)
- 1928 - Robert Lansing, attore statunitense († 1994)
- 1928 - Umberto Maglioli, pilota automobilistico italiano († 1999)
- 1928 - Gianfranco Papini, allenatore di calcio e calciatore italiano
- 1928 - Adriana Pasquali, avvocata e politica italiana († 2020)
- 1928 - Edson Perri, pallanuotista brasiliano († 2025)
- 1928 - Tony Richardson, regista e produttore cinematografico inglese († 1991)
- 1928 - Antonio Taramelli, politico italiano († 1989)
- 1928 - Georg von Waldburg zu Zeil und Trauchburg, principe e imprenditore tedesco († 2015)
- 1929 - Gino Corradini, calciatore, allenatore di calcio e dirigente sportivo italiano († 1992)
- 1930 - Peter J. Landin, informatico britannico († 2009)
- 1930 - Ursula Lehr, docente e politica tedesca († 2022)
- 1930 - Andrzej Perepeczko, scrittore polacco († 2023)
- 1930 - Vladimir Ivanovič Popov, regista e animatore sovietico († 1987)
- 1930 - Alifa Rifaat, scrittrice egiziana († 1996)
- 1931 - David Browning, tuffatore statunitense († 1956)
- 1931 - Jacques Demy, regista cinematografico e sceneggiatore francese († 1990)
- 1931 - Géza Gulyás, calciatore ungherese († 2014)
- 1931 - Jerzy Prokopiuk, filosofo, saggista e traduttore polacco († 2021)
- 1932 - Christy Brown, scrittore, pittore e poeta irlandese († 1981)
- 1932 - Giovanni Calegari, calciatore e allenatore di calcio italiano († 2004)
- 1932 - Mittéï, scrittore e illustratore belga († 2001)
- 1932 - Stanoje Jocić, ex calciatore jugoslavo
- 1932 - Pete Jolly, pianista, fisarmonicista e compositore statunitense († 2004)
- 1932 - Gaston Mercier, canottiere francese († 1974)
- 1932 - Robert Maxwell Ogilvie, storico scozzese († 1981)
- 1932 - Nikolaj Ordnung, cestista e allenatore di pallacanestro cecoslovacco († 2003)
- 1932 - Juan Carlos Tacchi, calciatore argentino († 2007)
- 1932 - Khalil Taha, lottatore libanese († 2020)
- 1933 - William Kahan, matematico e informatico canadese
- 1933 - Jimmy T. Murakami, animatore e regista statunitense († 2014)
- 1933 - Bata Živojinović, attore e politico serbo († 2016)
- 1934 - Iskander Abdurachmanovič Chamraev, regista sovietico († 2009)
- 1934 - Vilhjálmur Einarsson, triplista islandese († 2019)
- 1934 - Antoine Faivre, storico delle religioni francese († 2021)
- 1935 - Francesco Aguzzoli, allenatore di calcio e calciatore italiano († 2019)
- 1935 - Helmut Benthaus, ex calciatore e allenatore di calcio tedesco
- 1935 - Brian Green, allenatore di calcio e calciatore inglese († 2012)
- 1935 - Anne Pashley, velocista britannica († 2016)
- 1935 - Ernest Levonovič Pogosjanc, compositore di scacchi sovietico († 1990)
- 1936 - Ivo Stefanoni, ex canottiere italiano
- 1937 - Hélène Cixous, scrittrice, drammaturga e saggista francese
- 1937 - Mark Danilovič Osep'jan, regista sovietico
- 1937 - Roberto Pontremoli, dirigente d'azienda e attivista italiano
- 1937 - Oddvar Richardsen, calciatore norvegese († 1997)
- 1937 - Faustino Sainz Muñoz, arcivescovo cattolico spagnolo († 2012)
- 1937 - Bruno Tosoni, criminale italiano
- 1937 - Gonzalo di Borbone-Dampierre, duca († 2000)
- 1938 - Alberto Baldan Bembo, polistrumentista, arrangiatore e compositore italiano († 2017)
- 1938 - Karin Balzer, ostacolista tedesca († 2019)
- 1938 - Massimo Belardinelli, fumettista italiano († 2007)
- 1938 - Bernard Brochand, politico francese († 2025)
- 1938 - Francesco De Lorenzo, biochimico e politico italiano
- 1938 - Alberto Diego, ex calciatore argentino
- 1938 - Franco Federici, basso italiano († 2013)
- 1938 - David Koloane, artista e gallerista sudafricano († 2019)
- 1938 - Co Prins, calciatore e allenatore di calcio olandese († 1987)
- 1938 - Christiane Vlassi, ex ballerina francese
- 1938 - Josselin de Rohan, nobile e politico francese
- 1939 - Joe Clark, politico canadese
- 1939 - Margaret Drabble, scrittrice, critica letteraria e biografa britannica
- 1939 - Fabio Finocchiaro, scacchista italiano
- 1939 - Bruno Gaburro, regista e sceneggiatore italiano
- 1939 - Nicole Robert, ex cestista francese
- 1939 - Jack Turner, cestista statunitense († 2013)
- 1939 - Pongsri Woranuch, cantante e musicista thailandese († 2025)
- 1939 - L. R. Wright, scrittrice canadese († 2001)
- 1939 - Franz Wöhrer, ex arbitro di calcio austriaco
- 1940 - Dante Canè, pugile italiano († 2000)
- 1940 - Jiang Xingquan, ex cestista e allenatore di pallacanestro cinese
- 1940 - Imre Komora, calciatore e allenatore di calcio ungherese († 2024)
- 1941 - Martha Argerich, pianista argentina
- 1941 - Barbara Brylska, attrice polacca
- 1941 - Erasmo Carlos, cantante e compositore brasiliano († 2022)
- 1941 - Spalding Gray, attore, sceneggiatore e commediografo statunitense († 2004)
- 1941 - Hartmut Heidemann, calciatore tedesco († 2022)
- 1941 - Hagen Kleinert, fisico tedesco
- 1941 - Robert K. Kraft, dirigente d'azienda e dirigente sportivo statunitense
- 1941 - John Lawlor, attore statunitense († 2025)
- 1941 - Stuart Watkins, ex rugbista a 15 gallese
- 1942 - Luciano Canfora, filologo classico, grecista e storico italiano
- 1942 - Gianni Manganelli, regista e sceneggiatore italiano († 2016)
- 1942 - Ivan Novák, calciatore cecoslovacco († 2024)
- 1942 - Teodoro Obiang Nguema Mbasogo, politico e generale equatoguineano
- 1942 - Erich Trapp, bizantinista austriaco
- 1942 - Una Chi, scrittrice, germanista e traduttrice italiana († 2021)
- 1943 - Max Berrú, percussionista e cantante ecuadoriano († 2018)
- 1943 - Massimo Carmassi, architetto, progettista e restauratore italiano
- 1943 - Franco Dori, calciatore italiano († 1987)
- 1943 - Michele Guardì, regista televisivo, autore televisivo e personaggio televisivo italiano
- 1943 - Kim Tai-chung, attore, artista marziale e imprenditore sudcoreano († 2011)
- 1943 - Willem Kroesbergen, cembalaro olandese
- 1943 - Tony Millington, calciatore gallese († 2015)
- 1943 - Jaak Panksepp, psicologo e neuroscienziato statunitense († 2017)
- 1944 - Jim Andrew Brogan, calciatore scozzese († 2018)
- 1944 - Massimo Cacciari, filosofo, saggista e politico italiano
- 1944 - Whitfield Diffie, crittografo statunitense
- 1944 - Juan Fabila Mendoza, ex pugile messicano
- 1944 - Chris Finnegan, pugile britannico († 2009)
- 1944 - Walter Hudson, showman e editore statunitense († 1991)
- 1944 - Jon Kabat-Zinn, biologo e scrittore statunitense
- 1944 - Lis Nilheim, attrice svedese († 2025)
- 1944 - Giuseppe Santonico, calciatore italiano († 2024)
- 1944 - Colm Wilkinson, tenore irlandese
- 1945 - John Carlos, ex velocista statunitense
- 1945 - Francesco Chimenti, ex calciatore italiano
- 1945 - June Gable, attrice statunitense
- 1945 - André Lacroix, ex hockeista su ghiaccio canadese
- 1945 - Wladimiro Panizza, ciclista su strada e ciclocrossista italiano († 2002)
- 1946 - Elio Catania, dirigente d'azienda e dirigente pubblico italiano
- 1946 - Volker Eckstein, attore tedesco († 1993)
- 1946 - Patrick Head, ingegnere britannico
- 1946 - Stefania Sandrelli, attrice italiana
- 1946 - Wanderléa, cantante e conduttrice televisiva brasiliana
- 1947 - Laurie Anderson, performance artist, musicista e cantante statunitense
- 1947 - Michele Campanella, pianista italiano
- 1947 - David Hare, drammaturgo, sceneggiatore e regista britannico
- 1947 - Jack-Alain Léger, scrittore, traduttore e musicista francese († 2013)
- 1947 - Maurice Martens, ex calciatore belga
- 1948 - Adriano Banelli, ex calciatore italiano
- 1948 - Gail Davies, cantautrice statunitense
- 1948 - Ryszard Lenczewski, direttore della fotografia polacco
- 1948 - Luigino Scricciolo, giornalista, politico e sindacalista italiano († 2009)
- 1949 - Tommy Eyre, tastierista britannico († 2001)
- 1949 - Ken Follett, scrittore britannico
- 1949 - Rodolfo Manzo, ex calciatore peruviano
- 1949 - Neusa Maria Eleutério Camargo, ex cestista brasiliana
- 1949 - Krasimira Bogdanova, cestista bulgara († 1992)
- 1949 - Roberto Quercia, ex cestista italiano
- 1949 - Guts Ishimatsu, ex pugile e attore giapponese
- 1950 - Daniel von Bargen, attore statunitense († 2015)
- 1950 - Adrian Cosma, pallamanista rumeno († 1996)
- 1950 - Washington Joseph, ex cestista brasiliano
- 1950 - Ho Chung Tao, artista marziale e attore taiwanese
- 1950 - Bruce Le, attore e artista marziale birmano
- 1950 - Malcolm Sinclair, attore inglese
- 1950 - Cesare Viganò, imprenditore e dirigente sportivo italiano
- 1951 - Manuel José Tavares Fernandes, calciatore e allenatore di calcio portoghese († 2024)
- 1951 - Ellen Foley, cantante e attrice statunitense
- 1951 - Marietta Giannakou, politica greca († 2022)
- 1951 - Mark Harelik, attore e commediografo statunitense
- 1951 - Silvio Longobucco, calciatore italiano († 2022)
- 1951 - Jean-Luc Monschau, ex cestista e allenatore di pallacanestro francese
- 1951 - Gaetano Sateriale, politico, sindacalista e saggista italiano
- 1952 - Umberto Barberis, allenatore di calcio e ex calciatore svizzero
- 1952 - Renato Carettoni, allenatore di pallacanestro e cestista svizzero († 2024)
- 1952 - Luigi Danova, allenatore di calcio e ex calciatore italiano
- 1952 - Dino Frisullo, attivista, politico e giornalista italiano († 2003)
- 1952 - Michael Gerard Duca, vescovo cattolico statunitense
- 1952 - László Makra, climatologo ungherese
- 1952 - Helmuth Markov, politico tedesco
- 1952 - Nicko McBrain, batterista britannico
- 1952 - Carl St. Clair, direttore d'orchestra statunitense
- 1952 - Robert Van Voorst, teologo e biblista statunitense
- 1952 - Daniel B. Wallace, biblista statunitense
- 1953 - Susie Atwood, ex nuotatrice statunitense
- 1953 - Ton Bakhuis, calciatore e giocatore di calcio a 5 olandese († 2020)
- 1953 - Michael Dinner, regista e produttore televisivo statunitense
- 1953 - Eduardo Estrella, politico dominicano
- 1953 - Michael Geffert, astronomo tedesco
- 1953 - Ranieri Guerra, medico italiano
- 1953 - Kathleen Kennedy, produttrice cinematografica statunitense
- 1953 - Mohammad Mayeli Kohan, allenatore di calcio e ex calciatore iraniano
- 1953 - José Luis Rugamas, allenatore di calcio e ex calciatore salvadoregno
- 1953 - Osvaldo Norberto Santos, ex calciatore argentino
- 1953 - Jean-Michel Sénégal, ex cestista e allenatore di pallacanestro francese
- 1954 - Julio César Arzú, allenatore di calcio e ex calciatore honduregno
- 1954 - Franco Bernini, sceneggiatore e regista italiano
- 1954 - Haluk Bilginer, attore turco
- 1954 - Gregorio Dell'Anna, politico italiano
- 1954 - Ludwik Dorn, politico polacco († 2022)
- 1954 - Peter Erskine, batterista statunitense
- 1954 - Ernie Ewert, ex tennista australiano
- 1954 - Flavio Giovenale, vescovo cattolico italiano
- 1954 - Jurij Lykov, ex schermidore sovietico
- 1954 - Antonio Maria Magro, attore, regista e sceneggiatore italiano
- 1954 - Alberto Malesani, allenatore di calcio italiano
- 1954 - Steven Meisel, fotografo statunitense
- 1954 - Nancy Stafford, attrice, conduttrice televisiva e scrittrice statunitense
- 1954 - Jonathan Zacks, cestista israeliano († 2005)
- 1955 - Claudio Dentes, chitarrista, arrangiatore e produttore discografico italiano
- 1955 - Edinho, allenatore di calcio e ex calciatore brasiliano
- 1955 - Aldo Ermano, ex cestista italiano
- 1955 - José França, dirigente sportivo, allenatore di calcio e ex calciatore brasiliano
- 1955 - Salvo Fundarotto, fotoreporter italiano († 2011)
- 1955 - Régis Jauffret, scrittore e drammaturgo francese
- 1955 - Leonardo Martinello, ex politico italiano
- 1955 - Billy McKinney, ex cestista, allenatore di pallacanestro e dirigente sportivo statunitense
- 1955 - Polo Montañez, cantante cubano († 2002)
- 1955 - Roberto Mura, politico italiano
- 1955 - Hervé This, chimico francese
- 1956 - Richard Butler, cantante e compositore britannico
- 1956 - Salvatore Joseph Cordileone, arcivescovo cattolico statunitense
- 1956 - Chris Dorst, ex pallanuotista statunitense
- 1956 - Kenny G, sassofonista statunitense
- 1956 - Martin Koopman, allenatore di calcio, dirigente sportivo e ex calciatore olandese
- 1956 - Marco Lion, politico italiano
- 1956 - Takīs Maurīs, ex calciatore cipriota
- 1956 - Roger Michell, regista britannico († 2021)
- 1956 - Nick Saviano, allenatore di tennis e ex tennista statunitense
- 1956 - Richard Searfoss, astronauta statunitense († 2018)
- 1956 - Maarten van Severen, designer e architetto belga († 2005)
- 1956 - Mike Zimmer, allenatore di football americano statunitense
- 1957 - Gaetano Amato, attore, scrittore e politico italiano
- 1957 - Nacho Canut, bassista spagnolo
- 1957 - Fernando Giancotti, generale italiano
- 1957 - José María Gil Tamayo, arcivescovo cattolico spagnolo
- 1957 - Luigi Lucarelli, politico italiano
- 1957 - Enrico Ruggeri, cantautore, conduttore radiofonico e conduttore televisivo italiano
- 1957 - Scott Waara, attore statunitense
- 1958 - Graham Barber, ex arbitro di calcio inglese
- 1958 - Geoff Dyer, scrittore britannico
- 1958 - Enid Greene, politica e avvocata statunitense
- 1958 - Beth Hall, attrice statunitense
- 1958 - Avigdor Lieberman, politico israeliano
- 1958 - Robert Nemeth, mezzofondista austriaco († 2015)
- 1958 - Luisa Regimenti, medico e politica italiana
- 1958 - Ahmed Abdallah Mohamed Sambi, politico comoriano
- 1958 - Eric Strobel, ex hockeista su ghiaccio statunitense
- 1958 - Nicolas Thévenin, arcivescovo cattolico francese
- 1959 - Bill Dugan, ex giocatore di football americano statunitense
- 1959 - Mark Ella, ex rugbista a 15 e allenatore di rugby a 15 australiano
- 1959 - Neena Gupta, attrice indiana
- 1959 - Rob Harrison, ex mezzofondista britannico
- 1959 - Małgorzata Kubiak, ex cestista polacca
- 1959 - Francesco Mora, filosofo e storico della filosofia italiano († 2022)
- 1959 - Jorge Eduardo Scheinig, arcivescovo cattolico argentino
- 1959 - Werner Schildhauer, ex mezzofondista tedesco
- 1959 - Jesper Worre, ex ciclista su strada e pistard danese
- 1960 - Kerem Alışık, attore turco
- 1960 - Mourad Boudjellal, editore e dirigente sportivo francese
- 1960 - Andoni Cedrún, ex calciatore spagnolo
- 1960 - Paulo Comelli, allenatore di calcio brasiliano
- 1960 - Claire Fox, scrittrice e politica britannica
- 1960 - Leslie Hendrix, attrice statunitense
- 1960 - James Isaac, regista e effettista statunitense († 2012)
- 1960 - Rob Kaman, kickboxer e thaiboxer olandese († 2024)
- 1960 - Margo Lanagan, scrittrice australiana
- 1960 - Roberto Molina, ex velista spagnolo
- 1960 - Mirco Paganelli, ex calciatore italiano
- 1960 - Jo Prestia, kickboxer e attore italiano
- 1960 - Francisco Rodríguez, ex ciclista su strada colombiano
- 1960 - Morris Strode, tennista statunitense († 2021)
- 1960 - Paul Taylor, chitarrista e tastierista statunitense
- 1961 - Anke Behmer, ex multiplista tedesca orientale
- 1961 - Mary Kay Bergman, doppiatrice statunitense († 1999)
- 1961 - Stefano Buschini, direttore di coro italiano
- 1961 - Francesco Casoli, politico e dirigente d'azienda italiano
- 1961 - Aldo Costa, ingegnere italiano
- 1961 - Ramesh Krishnan, ex tennista indiano
- 1961 - Kjetil Osvold, ex calciatore norvegese
- 1961 - Linda Siegel, ex tennista statunitense
- 1961 - Robert Wilson, ex calciatore inglese
- 1962 - Buck Angel, attore pornografico statunitense
- 1962 - Astrid del Belgio, principessa belga
- 1962 - Ken Hudson Campbell, doppiatore e attore statunitense
- 1962 - Federico De Robertis, musicista, compositore e produttore discografico italiano
- 1962 - Jeff Garlin, comico e attore statunitense
- 1962 - Piero Guerrera, scrittore, autore televisivo e sceneggiatore italiano
- 1962 - Elisa Helin, ex cestista finlandese
- 1962 - Alessandra Korompay, doppiatrice e attrice italiana
- 1962 - Andreas Letz, sollevatore tedesco
- 1962 - Siria Magri, giornalista italiana
- 1962 - Petr Vrabec, ex calciatore ceco
- 1963 - Choi Kwang-ji, ex calciatore sudcoreano
- 1963 - Dalcio Giovagnoli, allenatore di calcio e ex calciatore argentino
- 1963 - Huang Long, ex pallanuotista cinese
- 1963 - Alonzo Mitz, ex giocatore di football americano statunitense
- 1963 - Daniele Nuccetelli, attore e regista teatrale italiano
- 1963 - Vincenzo Onorato, ex calciatore italiano
- 1963 - Karl Sanders, cantante, chitarrista e bassista statunitense
- 1963 - Maurizio Setti, imprenditore e dirigente sportivo italiano
- 1963 - Karen Sillas, attrice statunitense
- 1963 - Stefania Simova, ex discobola bulgara
- 1963 - Sandra Teolato, ex cestista, dirigente sportiva e dirigente pubblica italiana
- 1964 - Aggrey Chiyangi, allenatore di calcio e ex calciatore zambiano
- 1964 - Lisa Cholodenko, regista e sceneggiatrice statunitense
- 1964 - Flavia Fratello, giornalista e conduttrice televisiva italiana
- 1964 - Lyn Jones, allenatore di rugby a 15 e ex rugbista a 15 gallese
- 1964 - Rémy Lécluse, alpinista e scialpinista francese († 2012)
- 1964 - Augustin Matata Ponyo, politico della Repubblica Democratica del Congo
- 1964 - Rick Riordan, scrittore statunitense
- 1964 - Santo Torrisi, militare italiano
- 1965 - Vidar Bahus, ex calciatore norvegese
- 1965 - Tyler Bates, musicista, compositore e produttore discografico statunitense
- 1965 - Michael E. Brown, astronomo statunitense
- 1965 - Patricia Ceysens, politica belga
- 1965 - Dino Dini, autore di videogiochi britannico
- 1965 - Dave Grossman, autore di videogiochi e designer statunitense
- 1965 - Allan Guthrie, scrittore e editorialista britannico
- 1965 - Irina Kusakina, ex slittinista russa
- 1965 - Daniela Lucangeli, psicologa italiana
- 1965 - Shane Anthony Mackinlay, arcivescovo cattolico australiano
- 1965 - Bob Richards, batterista e compositore britannico
- 1965 - Wang Yuping, ex cestista cinese
- 1966 - Raphael Bostic, economista statunitense
- 1966 - Christian Gilardi, flautista, compositore e editore svizzero
- 1966 - Grgica Kovač, allenatore di calcio e ex calciatore croato
- 1966 - Lee Sang-gi, ex schermidore sudcoreano
- 1966 - Michael McCarthy, attore e cantante irlandese
- 1966 - Mark Schwahn, sceneggiatore e regista statunitense
- 1966 - Karen Strassman, doppiatrice statunitense
- 1967 - Alessandro Aimar, ex velocista italiano
- 1967 - Sergej Babkov, cestista e allenatore di pallacanestro russo († 2023)
- 1967 - Jacek Bednarz, ex calciatore polacco
- 1967 - Matt Bullard, ex cestista statunitense
- 1967 - Antonella Collini, ex cestista italiana
- 1967 - Joe DeLoach, ex velocista statunitense
- 1967 - Raúl González, ex pugile cubano
- 1967 - Chrissy Houlahan, politica statunitense
- 1967 - Belsy Laza, ex pesista cubana
- 1967 - Ron Livingston, attore statunitense
- 1967 - Yves Rodier, fumettista canadese
- 1967 - Patrick Staub, ex sciatore alpino svizzero
- 1968 - Xavier Aguado, ex calciatore spagnolo
- 1968 - Sandra Annenberg, giornalista, conduttrice televisiva e attrice brasiliana
- 1968 - Aureliu Ciocoi, diplomatico e politico moldavo
- 1968 - Massimo De Donato, giornalista italiano
- 1968 - Giancristiano Desiderio, giornalista e scrittore italiano
- 1968 - Lee Dorrian, cantante e produttore discografico britannico
- 1968 - Mariano Fioravanti, ex calciatore italiano
- 1968 - Mel Giedroyc, attrice, conduttrice televisiva e conduttrice radiofonica britannica
- 1968 - Richard Golz, allenatore di calcio e ex calciatore tedesco
- 1968 - Yuka Harada, ex cestista giapponese
- 1968 - Percy Olivares, ex calciatore peruviano
- 1968 - Mario Palmaro, saggista italiano († 2014)
- 1968 - Marc Rieper, ex calciatore danese
- 1968 - Dalton Tagelagi, politico e sportivo niueano
- 1968 - Ed Vaizey, avvocato, giornalista e politico britannico
- 1968 - Akifumi Yamazaki, ex cestista giapponese
- 1968 - Fabio Zuffanti, scrittore e musicista italiano
- 1969 - Christian Boeving, modello e attore statunitense
- 1969 - Harrison Chongo, calciatore zambiano († 2011)
- 1969 - Mimmo Dany, cantautore e attore italiano
- 1969 - Danny Lux, compositore statunitense
- 1969 - Brian McKnight, cantautore e produttore discografico statunitense
- 1969 - Besnik Prenga, allenatore di calcio e ex calciatore albanese
- 1969 - Marina Rei, cantautrice, percussionista e batterista italiana
- 1969 - Ric Savage, ex wrestler statunitense
- 1970 - Stephen J. Anderson, animatore e sceneggiatore statunitense
- 1970 - Andrea Deflorio, ex calciatore italiano
- 1970 - Friedemann Friese, autore di giochi tedesco
- 1970 - Darko Lorencin, politico croato
- 1970 - Eammon Loughran, ex pugile britannico
- 1970 - Andrej Miklavc, ex sciatore alpino sloveno
- 1970 - Michele Monti, judoka italiano († 2018)
- 1970 - Kōji Noguchi, ex calciatore giapponese
- 1970 - Claus Norreen, musicista e produttore discografico danese
- 1971 - Francisco Gabriel de Anda, ex calciatore messicano
- 1971 - Maro Balić, pallanuotista croato
- 1971 - Emy Coligado, attrice statunitense
- 1971 - Grisel Herrera, ex cestista cubana
- 1971 - Rolf Huser, ex ciclista su strada svizzero
- 1971 - Iñigo Larrainzar, ex calciatore spagnolo
- 1971 - Susan Lynch, attrice nordirlandese
- 1971 - Samuele Schiavina, ciclista su strada italiano († 2016)
- 1971 - Carlo Scipioni, doppiatore e direttore del doppiaggio italiano
- 1971 - Mark Wahlberg, attore, produttore cinematografico e rapper statunitense
- 1971 - Eske Willerslev, antropologo e biologo danese
- 1971 - Rane Willerslev, antropologo danese
- 1971 - Zé Ricardo, allenatore di calcio brasiliano
- 1972 - Mike Bucci, wrestler statunitense
- 1972 - Sophie Dusautoir Bertrand, scialpinista andorrana
- 1972 - Johan Kobborg, ballerino, coreografo e direttore artistico danese
- 1972 - Amy Kohn, compositrice, cantautrice e pianista statunitense
- 1972 - Jurij Mel'ničenko, ex lottatore kazako
- 1972 - Rosario Palazzolo, scrittore, attore e regista teatrale italiano
- 1972 - Toni Pearen, cantante e attrice australiana
- 1973 - Elena Azarova, sincronetta russa
- 1973 - Vjačeslavs Duhanovs, ex pentatleta lettone
- 1973 - Jean-Marc Edouard, giocatore di beach soccer francese
- 1973 - Daniel Gildenlöw, cantautore, polistrumentista e compositore svedese
- 1973 - Jan Jílek, arbitro di calcio ceco
- 1973 - Andy McLaren, ex calciatore scozzese
- 1973 - Galilea Montijo, attrice, personaggio televisivo e conduttrice televisiva messicana
- 1973 - Gella Vandecaveye, ex judoka belga
- 1973 - Raphael Zuber, architetto svizzero
- 1974 - Chad Allen, attore statunitense
- 1974 - João Paulo Brito, ex calciatore portoghese
- 1974 - Barbara Ciszewska-Andrzejewska, schermitrice polacca
- 1974 - Giona Cividino, velocista e ex bobbista italiano
- 1974 - Scott Draper, ex tennista e ex golfista australiano
- 1974 - Matteo Guardalben, ex calciatore italiano
- 1974 - Tvrtko Kale, ex calciatore croato
- 1974 - Melvyn López, allenatore di pallacanestro dominicano
- 1974 - Barbara Maurer, attrice, regista e drammaturga svizzera
- 1974 - Zoran Mijanović, ex calciatore serbo
- 1974 - Elena Mirošina, tuffatrice sovietica († 1995)
- 1974 - Nikole Mitchell, ex velocista giamaicana
- 1974 - Marcus Patrick, attore, modello e cantante britannico
- 1974 - Tate Reeves, politico statunitense
- 1974 - Alessandra Riccardi, politica italiana
- 1974 - Elvira Rosati, ex cestista italiana
- 1974 - Sérgio Silva, allenatore di hockey su pista e ex hockeista su pista portoghese
- 1975 - Jonathan Bachini, ex calciatore italiano
- 1975 - Urban Franc, ex saltatore con gli sci sloveno
- 1975 - Žydrūnas Ilgauskas, ex cestista lituano
- 1975 - Andrea Károlyi, ex cestista ungherese
- 1975 - Takahiro Miura, animatore e regista giapponese
- 1975 - Beth Morgan, ex cestista e allenatrice di pallacanestro statunitense
- 1975 - Ana Nova, ex attrice pornografica tedesca
- 1975 - Qu Shengqing, ex calciatore cinese
- 1975 - David Saincius, ex calciatore haitiano
- 1976 - Aesop Rock, rapper, polistrumentista e pittore statunitense
- 1976 - Rafał Berliński, ex calciatore polacco
- 1976 - Lauren Beukes, scrittrice sudafricana
- 1976 - Gabriel Bá, fumettista e blogger brasiliano
- 1976 - Odd Arne Espevoll, ex calciatore norvegese
- 1976 - Kevin Faulk, ex giocatore di football americano statunitense
- 1976 - Michela Franchetti, ex cestista italiana
- 1976 - Giannīs Giannoulīs, ex cestista greco
- 1976 - Josep Gombau, allenatore di calcio e ex calciatore spagnolo
- 1976 - Caterina Guzzanti, attrice, comica e imitatrice italiana
- 1976 - Torry Holt, ex giocatore di football americano statunitense
- 1976 - Fábio Moon, fumettista e blogger brasiliano
- 1976 - Udo Nwoko, ex calciatore nigeriano
- 1976 - Chris Okoh, ex calciatore nigeriano
- 1976 - Jack Ross, allenatore di calcio e ex calciatore scozzese
- 1976 - Takayuki Suzuki, ex calciatore giapponese
- 1976 - Rachael Taylor, canottiera australiana
- 1976 - Ekaterina Šagalova, regista russa
- 1977 - Vadym Bojčenko, politico ucraino
- 1977 - Sam Collins, allenatore di calcio e ex calciatore inglese
- 1977 - Pierluigi Coppola, attore italiano
- 1977 - Fredrik Gustafson, ex calciatore svedese
- 1977 - Mario Hieblinger, ex calciatore austriaco
- 1977 - Kenneth Kvalheim, calciatore norvegese
- 1977 - Nicola Mariniello, calciatore italiano
- 1977 - Christian Martucci, chitarrista e cantante statunitense
- 1977 - Navi Rawat, attrice statunitense
- 1977 - Liza Weil, attrice statunitense
- 1977 - Tamika Whitmore, ex cestista e allenatrice di pallacanestro statunitense
- 1978 - María Chivite, sociologa e politica spagnola
- 1978 - Angelica Costello, attrice pornografica statunitense
- 1978 - Gayle Forman, scrittrice e giornalista statunitense
- 1978 - Stephan Görgl, ex sciatore alpino austriaco
- 1978 - Dmitrij Kiselëv, regista russo
- 1978 - Takayuki Kondō, doppiatore giapponese
- 1978 - Nick Kroll, attore, comico e sceneggiatore statunitense
- 1978 - Fernando Meira, ex calciatore portoghese
- 1978 - Qu Yun, ex nuotatrice cinese
- 1978 - Martin Rančík, ex cestista e allenatore di pallacanestro slovacco
- 1978 - Danie Rossouw, ex rugbista a 15 sudafricano
- 1978 - Sutee Suksomkit, allenatore di calcio e ex calciatore thailandese
- 1978 - Fabian Thylmann, imprenditore tedesco
- 1978 - Alberto Vinale, ex ciclista su strada e ciclocrossista italiano
- 1978 - Qasim al-Raymi, terrorista yemenita († 2020)
- 1979 - David Bisbal, cantautore spagnolo
- 1979 - Sinitta Boonyasak, attrice thailandese
- 1979 - Erin Buescher, ex cestista statunitense
- 1979 - Matt Charman, sceneggiatore britannico
- 1979 - Antonio Di Salvo, allenatore di calcio e ex calciatore tedesco
- 1979 - Federico Gartner, pilota motociclistico argentino
- 1979 - Marija Goloviznina, ex tennista russa
- 1979 - Marco Gonçalves, schermidore portoghese
- 1979 - Mike Hercus, ex rugbista a 15 statunitense
- 1979 - Jocivalter, ex calciatore brasiliano
- 1979 - François Sagat, attore pornografico francese
- 1979 - Sebastián Saja, allenatore di calcio e ex calciatore argentino
- 1979 - Matteo Signani, pugile italiano
- 1979 - David Weir, atleta paralimpico britannico
- 1979 - Peter Wentz, cantante, polistrumentista e attore statunitense
- 1979 - Giorgia Würth, attrice, conduttrice radiofonica e conduttrice televisiva italiana
- 1979 - Xu Yang, ex calciatore cinese
- 1979 - Natalja Žukova, scacchista ucraina
- 1979 - Cristiano Júnior, calciatore brasiliano († 2004)
- 1980 - Abdulaziz Ali, ex calciatore qatariota
- 1980 - Davit Bolkvadze, ex calciatore georgiano
- 1980 - Allan Borgvardt, ex calciatore danese
- 1980 - Rupeni Caucaunibuca, ex rugbista a 15 figiano
- 1980 - Rik De Voest, ex tennista sudafricano
- 1980 - Mike Fisher, ex hockeista su ghiaccio canadese
- 1980 - Nigel Freminot, ex calciatore seychellese
- 1980 - Karol Križan, ex hockeista su ghiaccio slovacco
- 1980 - Irina Lungu, soprano russo
- 1980 - Geoff May, pilota motociclistico statunitense
- 1980 - Samuele Pinna, presbitero, teologo e scrittore italiano
- 1981 - Serhat Akın, ex calciatore turco
- 1981 - Carlos Barredo, ex ciclista su strada spagnolo
- 1981 - Kjetil Berge, ex calciatore norvegese
- 1981 - Gabriel Rodrigues dos Santos, ex calciatore brasiliano
- 1981 - Jade Goody, personaggio televisivo britannico († 2009)
- 1981 - Sébastien Lefebvre, cantautore, polistrumentista e produttore discografico canadese
- 1981 - Stephen McPhee, ex calciatore scozzese
- 1981 - Tomas Radzinevičius, calciatore lituano
- 1981 - Isabel Rodríguez García, politica spagnola
- 1981 - José Villalobos, calciatore costaricano
- 1982 - Cao Shui, poeta, scrittore e sceneggiatore cinese
- 1982 - Diego Centurión, calciatore paraguaiano
- 1982 - Achille Emana, ex calciatore camerunese
- 1982 - Vanessa Hayden, ex cestista statunitense
- 1982 - Luca Infante, dirigente sportivo e ex cestista italiano
- 1982 - Zvjezdan Misimović, ex calciatore bosniaco
- 1982 - Scott Speer, regista, produttore cinematografico e scrittore statunitense
- 1982 - Simione Tamanisau, calciatore e giocatore di calcio a 5 figiano
- 1982 - Yoo In-na, attrice sudcoreana
- 1983 - Marques Colston, giocatore di football americano statunitense
- 1983 - Sara Giuliodori, pallavolista italiana
- 1983 - Seid Hajrić, ex cestista bosniaco
- 1983 - Ulf Kristiansson, allenatore di calcio svedese
- 1983 - Trevor Lennen, calciatore beliziano
- 1983 - Luís Lourenço, ex calciatore angolano
- 1983 - Elżbieta Międzik, ex cestista polacca
- 1983 - Amina Okueva, medico ucraino († 2017)
- 1983 - Danito Parruque, ex calciatore mozambicano
- 1983 - Kirk Snyder, ex cestista statunitense
- 1983 - Kazuma Tomoto, cavaliere giapponese
- 1984 - Robert Barbieri, ex rugbista a 15 canadese
- 1984 - Edin Bavčić, ex cestista bosniaco
- 1984 - Trond Erik Bertelsen, ex calciatore norvegese
- 1984 - Radoš Bulatović, ex calciatore serbo
- 1984 - Robinson Chirinos, giocatore di baseball venezuelano
- 1984 - Petra Divišová, ex calciatrice e ex giocatrice di calcio a 5 ceca
- 1984 - Deni Fiorentini, pallanuotista croato
- 1984 - Saurav Gurjar, wrestler e attore indiano
- 1984 - Mike Hall, ex cestista statunitense
- 1984 - Iris van Herpen, stilista olandese
- 1984 - Igorrr, musicista e compositore francese
- 1984 - Jakub Klepiš, hockeista su ghiaccio ceco
- 1984 - Konstantin Korneev, hockeista su ghiaccio russo
- 1984 - Hiromi Matsunaga, giocatrice di bowling giapponese
- 1984 - Antonia Prebble, attrice neozelandese
- 1984 - Johann Ramaré, allenatore di calcio e ex calciatore francese
- 1984 - Simon Rich, sceneggiatore e scrittore statunitense
- 1984 - Yoshie Sakurada, cestista giapponese
- 1984 - Mark Wilson, allenatore di calcio e ex calciatore scozzese
- 1985 - Jeremy Abbott, ex pattinatore artistico su ghiaccio statunitense
- 1985 - Alle Farben, disc jockey e produttore discografico tedesco
- 1985 - Antonio Anderson, ex cestista e allenatore di pallacanestro statunitense
- 1985 - Sebastián Ariosa, ex calciatore uruguaiano
- 1985 - Ekaterina Byčkova, tennista russa
- 1985 - Michele Canini, ex calciatore italiano
- 1985 - Alex Carella, pilota motonautico italiano
- 1985 - Antonio Cincotta, allenatore di calcio italiano
- 1985 - Tim Coenraad, ex cestista australiano
- 1985 - Kenny De Ketele, ex pistard belga
- 1985 - Rubén de la Red, allenatore di calcio e ex calciatore spagnolo
- 1985 - Jim Ervin, ex calciatore nordirlandese
- 1985 - Lam Ka Wai, calciatore hongkonghese
- 1985 - Michal Navrátil, tuffatore ceco
- 1985 - Marc Pickering, attore britannico
- 1985 - Emma Randall, ex cestista australiana
- 1985 - Gabi Riera, ex calciatore andorrano
- 1985 - Atep Rizal, calciatore indonesiano
- 1985 - Fabien Saridjan, calciatore francese
- 1985 - Seo Dong-hyun, ex calciatore sudcoreano
- 1985 - Fabio Taborre, ciclista su strada italiano († 2021)
- 1985 - Mike Tebulo, ex maratoneta malawiano
- 1985 - Jorg Verhoeven, arrampicatore olandese
- 1986 - Sergio Campana, pilota automobilistico italiano
- 1986 - Amanda Crew, attrice canadese
- 1986 - Pierpaolo De Negri, ex ciclista su strada italiano
- 1986 - Leandro Ezquerra, ex calciatore uruguaiano
- 1986 - Matej Ižvolt, calciatore slovacco
- 1986 - Michael Lee, cestista statunitense
- 1986 - Jamie Mulgrew, calciatore nordirlandese
- 1986 - Brooke Newton, attrice statunitense
- 1986 - Giulia Pastorella, politica italiana
- 1986 - Martin Strobel, ex pallamanista tedesco
- 1986 - Michael Sánchez, pallavolista cubano
- 1986 - Anitele'a Tuilagi, rugbista a 15 samoano
- 1987 - Martino Borghese, ex calciatore svizzero
- 1987 - Alexander Domínguez, calciatore ecuadoriano
- 1987 - Antonio Mršić, calciatore croato
- 1987 - Ivan Nifontov, judoka russo
- 1987 - Robin Previtali, ex calciatore francese
- 1987 - Cathy Reed, ex danzatrice su ghiaccio giapponese
- 1987 - David Lombán, ex calciatore spagnolo
- 1987 - Giorgia Rossi, giornalista e conduttrice televisiva italiana
- 1987 - Michael Stanislaw, calciatore austriaco
- 1987 - Marcus Thornton, ex cestista statunitense
- 1987 - Federica Tommasi, sincronetta italiana
- 1987 - Magnus Troest, calciatore danese
- 1988 - Filippo Baggio, ex ciclista su strada italiano
- 1988 - Austin Daye, cestista statunitense
- 1988 - Kaspars Ikstens, calciatore lettone
- 1988 - Miroljub Kostić, ex calciatore serbo
- 1988 - Ihor Lytovka, calciatore ucraino
- 1988 - Sjarhej Macvejčyk, calciatore bielorusso
- 1988 - Kitty van Male, hockeista su prato olandese
- 1988 - Ryan Mallett, giocatore di football americano statunitense († 2023)
- 1988 - Dan Nistor, calciatore rumeno
- 1988 - Terrence Roderick, cestista statunitense
- 1988 - Gary Russell Jr., pugile statunitense
- 1988 - Alessandro Salvi, calciatore italiano
- 1988 - Matteo Scozzarella, calciatore italiano
- 1988 - Nora Subschinski, tuffatrice tedesca
- 1988 - Polly Swann, canottiera britannica
- 1989 - Roxana Cocoș, sollevatrice rumena
- 1989 - Jérôme Cousin, ex ciclista su strada e pistard francese
- 1989 - Filip Čović, ex cestista serbo
- 1989 - Ed Davis, cestista statunitense
- 1989 - Christopher Glombard, calciatore francese
- 1989 - Yiğit Gökoğlan, calciatore turco
- 1989 - Khaleem Hyland, calciatore trinidadiano
- 1989 - Marco Insam, hockeista su ghiaccio italiano
- 1989 - Antonijo Ježina, calciatore croato
- 1989 - Elizabeth Ludlow, attrice statunitense
- 1989 - Marianne Mair, ex sciatrice alpina tedesca
- 1989 - Natalie Mastracci, canottiera canadese
- 1989 - Megumi Nakajima, doppiatrice e cantante giapponese
- 1989 - Sarah Podorieszach, ex slittinista canadese
- 1989 - Brian Quick, giocatore di football americano statunitense
- 1989 - Jesse Sanders, ex cestista statunitense
- 1989 - Léo Schwechlen, calciatore francese
- 1989 - Gilberto Oliveira Souza Júnior, calciatore brasiliano
- 1990 - Charlotte Bilbault, calciatrice francese
- 1990 - Ona Carbonell, sincronetta spagnola
- 1990 - Oliver Cook, canottiere britannico
- 1990 - Soufiane El Mesrar, giocatore di calcio a 5 marocchino
- 1990 - Radko Gudas, hockeista su ghiaccio ceco
- 1990 - Myles Hesson, cestista britannico
- 1990 - David Hoilett, calciatore canadese
- 1990 - Masato Kudō, calciatore giapponese († 2022)
- 1990 - Li Xiaoxu, cestista cinese
- 1990 - Sophie Lowe, attrice britannica
- 1990 - Serhij Malyj, calciatore ucraino
- 1990 - Mustard, disc jockey e produttore discografico statunitense
- 1990 - Martin Nešpor, calciatore ceco
- 1990 - Sekou Oliseh, calciatore liberiano
- 1990 - Bruno Oliveira de Matos, calciatore brasiliano
- 1990 - Matthias Ostrzolek, calciatore tedesco
- 1990 - Brandon Penn, ex cestista statunitense
- 1990 - Polina Rahimova, pallavolista ucraina
- 1990 - Machettira Raju Poovamma, velocista indiana
- 1990 - Ben Rienstra, ex calciatore olandese
- 1990 - Matt Tobin, giocatore di football americano statunitense
- 1990 - Jason Washburn, cestista statunitense
- 1991 - Oday Aboushi, giocatore di football americano statunitense
- 1991 - Sören Bertram, ex calciatore tedesco
- 1991 - Martin Braithwaite, calciatore danese
- 1991 - Delano van Crooij, calciatore olandese
- 1991 - Maxime Daniel, ex ciclista su strada e pistard francese
- 1991 - Josh Evans, ex giocatore di football americano statunitense
- 1991 - Ricardo Goulart, ex calciatore brasiliano
- 1991 - Perttu Hyvärinen, fondista finlandese
- 1991 - Sapol Mani, calciatore togolese
- 1991 - Hikaru Minegishi, ex calciatore giapponese
- 1991 - Rowen Muscat, calciatore maltese
- 1991 - Cyril Dorand Nzeugang Domche, attore camerunese
- 1991 - Athanasios Petsos, calciatore tedesco
- 1991 - Alice Quarta, ex cestista italiana
- 1991 - Lisa Schmidla, canottiera tedesca
- 1991 - Margarita Vasil'eva, ex biatleta russa
- 1991 - Philipp Wobeto, bobbista e velocista tedesco
- 1991 - Branislav Ľupták, calciatore slovacco
- 1992 - Joazhiño Arroe, calciatore peruviano
- 1992 - Maksim Batov, calciatore russo
- 1992 - Erica Beck, attrice e doppiatrice statunitense
- 1992 - Rowllin Borges, calciatore indiano
- 1992 - Ludovic e Zoran Boukherma, regista e sceneggiatore francese
- 1992 - Nathan Byrne, calciatore inglese
- 1992 - Helin Bölek, cantante e attivista turca († 2020)
- 1992 - Mirko Cannella, attore teatrale e doppiatore italiano
- 1992 - Brenda Castillo, pallavolista dominicana
- 1992 - Giorgia Cisotto, calciatrice italiana
- 1992 - Michael Gbinije, cestista statunitense
- 1992 - Andrew Hughes, calciatore gallese
- 1992 - Anne Kjersti Kalvå, fondista norvegese
- 1992 - Alexander López, calciatore honduregno
- 1992 - Keith Mumphery, giocatore di football americano statunitense
- 1992 - Baldomero Perlaza, calciatore colombiano
- 1992 - Kona Reeves, wrestler statunitense
- 1992 - Markus Schiffner, saltatore con gli sci austriaco
- 1992 - Emily Seebohm, nuotatrice australiana
- 1992 - Evelina Settlin, fondista svedese
- 1992 - Sandy Sidhu, attrice canadese
- 1992 - Bradley Wilson, sciatore freestyle statunitense
- 1992 - Yago Pikachu, calciatore brasiliano
- 1993 - DeVaughn Akoon-Purcell, cestista statunitense
- 1993 - Ludovico Basso, ex cestista svizzero
- 1993 - Guglielmo Bosca, sciatore alpino italiano
- 1993 - Ahmed El Sharaby, karateka italiano
- 1993 - Laura Giuliani, calciatrice italiana
- 1993 - Filippo Gorrieri, ex cestista italiano
- 1993 - Sergio Herrera Pirón, calciatore spagnolo
- 1993 - Damontae Kazee, giocatore di football americano statunitense
- 1993 - Thomas Krief, sciatore freestyle francese
- 1993 - Royce O'Neale, cestista statunitense
- 1993 - Sabína Oroszová, cestista slovacca
- 1993 - Tetjana Petrova, sciatrice freestyle ucraina
- 1993 - Gregory Petty, pallavolista statunitense
- 1993 - Cándido Ramírez, calciatore messicano
- 1993 - Valeria Rees, modella costaricana
- 1993 - Alina Rotaru-Kottmann, lunghista rumena
- 1993 - Seif Samir, cestista egiziano
- 1993 - Mario Sanzullo, nuotatore italiano
- 1993 - Mihajlo Stanković, pallavolista serbo
- 1993 - Maria Thorisdottir, calciatrice norvegese
- 1993 - Roger Tuivasa-Sheck, rugbista a 13 e ex rugbista a 15 neozelandese
- 1994 - Dan-Axel Grahn, ex sciatore alpino svedese
- 1994 - Jérôme Guihoata, calciatore camerunese
- 1994 - Rabia Güleç, taekwondoka tedesca
- 1994 - Katharine Irwin, ex sciatrice alpina statunitense
- 1994 - Danny Isidora, giocatore di football americano statunitense
- 1994 - Mehryn Kraker, cestista e allenatrice di pallacanestro statunitense
- 1994 - Petra Olli, lottatrice finlandese
- 1994 - Edward Ravasi, ciclista su strada italiano
- 1994 - Kasey Shepherd, cestista statunitense
- 1994 - Shavon Shields, cestista statunitense
- 1994 - Arianna Talamona, nuotatrice italiana
- 1994 - Sauli Väisänen, calciatore finlandese
- 1994 - Robin Walter, attore tedesco
- 1995 - Michael Fusek, cestista slovacco
- 1995 - Juan Gareda, attore e musicista spagnolo
- 1995 - Emiliano Ghan, calciatore uruguaiano
- 1995 - René Huete, calciatore nicaraguense
- 1995 - J.P. Macura, cestista statunitense
- 1995 - Linn-Ida Murud, ex sciatrice freestyle norvegese
- 1995 - Gadži Nabiev, lottatore russo
- 1995 - Ebony Nwanebu, pallavolista statunitense
- 1995 - Brandon Paiber, calciatore argentino
- 1995 - Piper Perri, ex attrice pornografica statunitense
- 1995 - Luis Romo, calciatore messicano
- 1995 - Troye Sivan, cantautore e attore australiano
- 1995 - Carlo Sperti, ex pallamanista italiano
- 1995 - Adama Traoré, calciatore maliano
- 1996 - Jarrod Bailey, attore statunitense
- 1996 - Wesley Frazan, calciatore brasiliano
- 1996 - Melo, rapper finlandese
- 1996 - Harold Landry, giocatore di football americano statunitense
- 1996 - Rodrigo Leão, pallavolista brasiliano
- 1996 - Victoria Llorente, cestista argentina
- 1996 - Génesis Miranda, pallavolista portoricana
- 1996 - Charlotte Mouchet, mezzofondista francese
- 1996 - Rui Silva, calciatore portoghese
- 1996 - Yūya Ozeki, attore giapponese
- 1996 - Sidy Sarr, calciatore senegalese
- 1996 - Aarón Sánchez, calciatore andorrano
- 1996 - Asger Sørensen, calciatore danese
- 1996 - Amine Talal, calciatore marocchino
- 1996 - Erik Thiele, lottatore tedesco
- 1996 - Marcos do Nascimento Teixeira, calciatore brasiliano
- 1997 - Patrick Brey, calciatore brasiliano
- 1997 - Sam Darnold, giocatore di football americano statunitense
- 1997 - Gigi Dolin, wrestler statunitense
- 1997 - Jessica Failla, tennista statunitense
- 1997 - Andrea Furegato, politico italiano
- 1997 - Max Heidegger, cestista statunitense
- 1997 - Clara Honsinger, ciclocrossista e ex ciclista su strada statunitense
- 1997 - Fred Johnson, giocatore di football americano statunitense
- 1997 - Ivajlo Markov, calciatore bulgaro
- 1997 - Douglas Martínez, calciatore honduregno
- 1997 - Linus Obexer, calciatore svizzero
- 1997 - Henry Onyekuru, calciatore nigeriano
- 1997 - Maria Chiara Ortolani, ex cestista italiana
- 1997 - Oleh Plotnyc'kyj, pallavolista ucraino
- 1997 - Olivia Różański, pallavolista francese
- 1997 - Tobias Schättin, calciatore svizzero
- 1997 - Kieran Tierney, calciatore scozzese
- 1997 - Sutatta Udomsilp, attrice thailandese
- 1998 - Yoël Armougom, calciatore francese
- 1998 - Messie Biatoumoussoka, calciatore congolese (Repubblica del Congo)
- 1998 - Armoni Brooks, cestista statunitense
- 1998 - Maksim Burov, sciatore freestyle russo
- 1998 - Jaqueline Cristian, tennista romena
- 1998 - Thibault De Smet, calciatore belga
- 1998 - Elisa Di Lazzaro, ostacolista italiana
- 1998 - Pedro Díaz, calciatore spagnolo
- 1998 - Álvaro Nahuel Fernández, calciatore uruguaiano
- 1998 - Julija Lipnickaja, ex pattinatrice artistica su ghiaccio russa
- 1998 - Odysseas Lymperakīs, calciatore greco
- 1998 - Ángelo Martino, calciatore argentino
- 1998 - Enea Mihaj, calciatore greco
- 1998 - Kelechi Nwakali, calciatore nigeriano
- 1998 - Sandi Ogrinec, calciatore sloveno
- 1998 - Dave, rapper, produttore discografico e attore britannico
- 1998 - Domitilla Picozzi, ex pallanuotista italiana
- 1998 - Caroline Quéroli, schermitrice francese
- 1998 - Mehtab Singh, calciatore indiano
- 1998 - Odysseus Velanas, calciatore olandese
- 1999 - Abdulmohsen Al-Qahtani, calciatore saudita
- 1999 - Aritz Aldasoro, calciatore spagnolo
- 1999 - Alejandro Davidovich Fokina, tennista spagnolo
- 1999 - Deion Hammond, cestista statunitense
- 1999 - Nicolás Quagliata, calciatore uruguaiano
- 1999 - Eduardo Marcelo Rodrigues Nunes, calciatore brasiliano
- 1999 - Pete Werner, giocatore di football americano statunitense
- 2000 - Thea Bjelde, calciatrice norvegese
- 2000 - Pablo García Carrasco, calciatore spagnolo
- 2000 - DeMarcco Hellams, giocatore di football americano statunitense
- 2000 - Evidence Makgopa, calciatore sudafricano
- 2000 - Kate Martin, cestista statunitense
- 2000 - Pierre Kalulu, calciatore francese
- 2000 - Kelvin Pires, calciatore capoverdiano
- 2000 - Rita Schumacher, calciatrice tedesca

## XXI secolo(43)
- 2001 - Femi Azeez, calciatore inglese
- 2001 - Ruslanbek Jiyanov, calciatore uzbeko
- 2001 - Sveindís Jane Jónsdóttir, calciatrice islandese
- 2001 - Mihai Lixandru, calciatore rumeno
- 2001 - Luca Martínez, calciatore messicano
- 2001 - Muntadher Mohammed, calciatore iracheno
- 2001 - Anzor Mekvabishvili, calciatore georgiano
- 2001 - Marko Mrvaljević, calciatore montenegrino
- 2001 - Elia Zeni, biatleta italiano
- 2001 - Natã, calciatore brasiliano
- 2002 - Filip Braut, calciatore croato
- 2002 - Leonardo Buta, calciatore portoghese
- 2002 - Martina Di Bari, calciatrice italiana
- 2002 - Renato Júnior, calciatore brasiliano
- 2002 - Jakub Kamiński, calciatore polacco
- 2002 - Lewis MacDougall, attore britannico
- 2002 - Jacob Pasteur, pallavolista statunitense
- 2002 - Daniil Pavlov, calciatore russo
- 2002 - Alexi Pitu, calciatore rumeno
- 2002 - Ennis Rakestraw Jr., giocatore di football americano statunitense
- 2002 - Miré Reinstorf, astista sudafricana
- 2002 - Ross Vintcent, rugbista a 15 italiano
- 2002 - Zhang Kexin, sciatrice freestyle cinese
- 2003 - Andrusw Araujo, calciatore venezuelano
- 2003 - Jean-Stan Du Pac, attore francese
- 2003 - Zuza Jabłońska, cantante polacca
- 2003 - El Mehdi Maouhoub, calciatore marocchino
- 2003 - Rodrigo Henrique Santos de Souza, calciatore brasiliano
- 2003 - Jared Wilson, giocatore di football americano statunitense
- 2004 - Lukáš Ambros, calciatore ceco
- 2004 - Iván Cornejo, cantante statunitense
- 2004 - Osmar Olvera, tuffatore messicano
- 2004 - Luca Paletti, ciclista su strada e ciclocrossista italiano
- 2005 - Fabio Chiarodia, calciatore italiano
- 2005 - Agustín Ladstatter, calciatore argentino
- 2005 - Flynn Zareb Southam, nuotatore australiano
- 2005 - Jan Ziółkowski, calciatore polacco
- 2005 - Deivid Washington, calciatore brasiliano
- 2006 - DJ Nevykėlė, disc jockey lituana
- 2006 - Nicolas Giacopetti, calciatore sammarinese
- 2007 - Álvaro Carpe, pilota motociclistico spagnolo
- 2007 - Andrija Maksimović, calciatore serbo
- 2007 - Mihail Polendakov, calciatore bulgaro

## Senza anno specificato(1)
- Chuck Workman, regista, sceneggiatore e produttore cinematografico statunitense